# Harry Potter
Harry Potter je serijal od sedam romana koje je napisala britanska književnica J. K. Rowling. Knjige opisuju avanture mladog čarobnjaka Harryja Pottera i njegovih najboljih prijatelja Rona Weasleyja i Hermione Granger, učenika Škole vještičarenja i čarobnjaštva Hogwarts. Okosnica radnje romana je Harryjev sukob sa zlim čarobnjakom Lordom Voldemortom, čiji je cilj osvojiti čarobnjački svijet, pokoriti bezjake (ne-magične ljude) te uništiti sve one koji mu stoje na putu.
Od izlaska prvog romana, Harry Potter i Kamen mudraca, 30. lipnja 1997. godine, knjige su stekle veliku popularnost, pohvalne kritike i komercijalni uspjeh. Serijal je doživio i kritike zbog sve naglašenijih mračnih tonova u priči. Prema stanju iz studenog 2020. prodano je više od 500 milijuna primjeraka romana, što je više za 150 milijuna od sljedećeg najuspješnijeg serijala po redu. Romani Harry Potter prevedeni su na više od 80 jezika. Usto, sa svakom od četiri posljednje knjige u serijalu srušen je rekord najbrže prodavane knjige u povijesti. Osim sedam romana, autor je objavio tri pseudobiblije kao dodatak sagi: Čudesne zvijeri i gdje ih naći, Metloboj kroz stoljeća i Bajke Barda Beedlea. Tome se nadovezuje scenarij predstave iz 2016. godine, Harry Potter i ukleto dijete. 2012. godine pokrenut je i web portal Pottermore, posvećen širenju novih uvida u čarobnjački svijet.
Knjige na engleskom u Ujedinjenom se Kraljevstvu objavljuju u nakladi Bloomsbury Publishinga, u SAD-u u nakladi Scholastic Pressa, u Australiji u izdanju Allen & Unwina, a u Kanadi u izdanju Raincoast Booksa. U Hrvatskoj knjige je izdavao Algoritam u prijevodu Zlatka Crnkovića (1. – 3. knjiga) i Dubravke Petrović (4. – 7. knjiga). Do 2010. godine, šest je knjiga doživjelo i svoja filmska izdanja koja je producirao Warner Bros.; to je najprofitabilniji filmski serijal svih vremena. Sedma je knjiga podijeljena na dva filma: Harry Potter i Darovi smrti 1. dio koji je premijerno prikazan 19. studenog 2010. i Harry Potter i Darovi smrti 2. dio koji je premijerno prikazan 15. srpnja 2011. Serijal je popraćen i velikom količinom proizvoda za obožavatelje što brand Harry Potter čini vrijednim više od 15 milijardi dolara.

## Povijest naklade
Prva knjiga o Harryju Potteru objavljena je u Ujedinjenom Kraljevstvu u nakladi Bloomsburyja, malog nezavisnog izdavača, u srpnju 1997. Knjige imaju obožavatelje svih uzrasta i u cijelom svijetu. Tako su u Ujedinjenom Kraljevstvu objavljene dvije verzije knjige, iste tekstom, ali različite naslovnicama. Jedna verzija namijenjena je djeci, a druga odraslima. Prve tri knjige, Harry Potter i Kamen mudraca, Harry Potter i Odaja tajni te Harry Potter i zatočenik Azkabana osvojile su nagradu Nestlé Smartie Book Prize za dobnu skupinu od 9 do 11 godina. Do vremena izlaska četvrte knjige, Harry Potter i Plameni pehar, serijal je već postao visoko profiliran, novine i časopisi bili su puni priča o Harryju Potteru. U isto je vrijeme Warner Brothers započeo snimanje serije filmova koji se temelje na romanima. Svaka knjiga prati otprilike jednu godinu Harryjeva života u Hogwartsu - školi vještičarenja i čarobnjaštva gdje uči koristiti magiju. Harry također uči savladati prepreke, kako magične, tako i socijalne i emocionalne.
U serijalu je sedam knjiga, a svaka je za nijansu mračnija od prethodne. Kako Harry odrasta, tako i njegov najveći neprijatelj, Lord Voldemort, ima sve veću moć.
Kako kaže J. K. Rowling, ideju o glavnom liku svojih romana, Harryju Potteru, dobila je dok se vozila vlakom od Manchestera do Londona 1991. Njezino omiljeno mjesto za pisanje prve knjige bio je jedan edinburški kafić u kojem je ispijala bezbrojne šalice kave. Zahvaljujući prodaji knjiga i pravima na filmove, Rowling je postala milijaderka i 620. najbogatija osoba na svijetu. Pretpostavlja se da je J. K. Rowling bogatija od kraljice Elizabete II.

## Pregled
Romani većim dijelom spadaju u žanr fantastike; međutim, to su ujedno i edukacijski romani čija je radnja smještena u Školu vještičarenja i čarobnjaštva Hogwarts, britanski internat za čarobnjake čiji nastavni program uključuje korištenje magije. Knjige su također, riječima Stephena Kinga, "pronicljiva i tajanstvena pripovijetka", a knjige su pisane u stilu misterioznih avantura Sherlocka Holmesa; u svakoj su knjizi pomno skriveni tragovi koji dobivaju značenje već s izlaskom sljedećeg nastavka, a glavni likovi često progone brojne sumnjivce što dovodi do naglog obrata koji razjašnjava cijelu situaciju.
Glavni lik, dječak imenom Harry Potter, siroče je koje živi sa svojim okrutnim rođacima, Dursleyjevima. Oni su ga u početku držali u potpunom neznanju što se tiče njegovog čarobnjačkog naslijeđa - Dursleyjevi preziru njegovu "neprirodnost". Međutim, kako se približavao njegov jedanaesti rođendan, Harry je postajao sve više svjestan svoje posebnosti, a na svoj je jedanaesti rođendan imao prvi susret s čarobnjačkim svijetom kad je obaviješten da je zapravo čarobnjak i da je pozvan u Školu vještičarenja i čarobnjaštva Hogwarts.
Čarobnjački svijet u kojem se Harry iznenada našao potpuno je odvojen, ali ujedno i vezan sa "stvarnim" (bezjačkim) svijetom. Za razliku od fantastičnih svjetova Narnije i Gospodara prstenova, svijet Harryja Pottera postoji usporedno s našim svijetom, a čak su i mnoge čarobnjačke institucije smještene u gradovima, kao što je na primjer London. Čarobnjački se svijet sastoji od niza skrivenih ulica, prastarih gostionica, usamljenih ladanjskih kuća i dvoraca koji ostaju nevidljivi nemagičnoj populaciji (poznatoj kao "Bezjaci"). Magični je dar urođen i ne može se naučiti, iako mladi čarobnjaci moraju pohađati čarobnjačku školu kao što je na primjer Hogwarts kako bi usavršili i kontrolirali svoje sposobnosti. Većina čarobnjaka nije upoznata s bezjačkim svijetom koji im se čini čudnijim nego što bi se običnim ljudima činio njihov svijet.
Prvi roman započinje 1. studenog 1981. na dan pun čudnih i neobjašnjivih događaja: zvijezde padalice, neobično velik broj sova, čudno odjeveni stranci koji sretno pozdravljaju bezjake na ulici. Izvor je tih čudnih događaja slavlje inače pritajenog čarobnjačkog svijeta koji je godinama terorizirao Lord Voldemort koji je pokušavao prigrabiti što je više moguće moći. Prethodne je noći Lord Voldemort, koji je mjesecima tragao za skrivenom obitelji Potter, otkrio njihovo sklonište i ubio Jamesa i Lily Potter. Međutim, kad je pokušao ubiti njihovog sina, Harryja, njegova se kletva okrenula protiv njega. Njegov je duh istrgnut iz njegovog tijela i on je bio prisiljen na skrivanje, a Harryju je kao podsjetnik na taj događaj ostao samo ožiljak u obliku munje na čelu. Harryjeva misteriozna pobjeda nad Voldemortom u toj Noći vještica dočekana je s mješavinom sreće i divljenja u čarobnjačkoj zajednici, a Harry je dobio nadimak "dječak koji je ostao živ". Drugo poglavlje započinje deset godina kasnije, 1991., kad Harry saznaje za svoje čarobnjačko naslijeđe i tu priča počinje.
Naredne priče slijede veoma strogu formulu: radnja knjige započinje svake godine u otprilike isto vrijeme, odnosno pri kraju ljeta, kad Harry u bezjačkom svijetu, s Dursleyjevima, iščekuje rujan i povratak u Hogwarts. Zatim neko vrijeme provodi na nekim određenim magičnim lokacijama (u Zakutnoj ulici, Jazbini, na Grimmauldovom trgu) prije nego što se ukrca na vlak Hogwarts Express koji kreće s perona 9 i 3/4 sa željezničkog kolodvora King's Cross i vozi za Hogwarts.
Nakon dolaska u školu, Harry se u svakom romanu bori s teretom koji donose školski problemi kao što su domaće zadaće, simpatije i učitelji koji nemaju razumijevanja. Također, tijekom tog perioda, Harry se bori i s uvijek novim misterijem koji vrhunac dostiže kako se bliže posljednji dani škole, a često uključuje pokušaje Lorda Voldemorta da vrati svoju moć.
Za detaljne radnje romana, pogledajte članke za svaku knjigu.

### Likovi
- Harry Potter: Jedino dijete Jamesa i Lily Potter, s kojima dijeli mnoge posebne karakteristike, od kojih je najlakše primijetiti Jamesovu neurednu crnu kosu i Lilyine zelene oči. Rođen je 31. srpnja 1980. Postao je slavan kad je imao samo jednu godinu i kad je Lord Voldemort, čarobnjak koji je izazivao strah cijelog čarobnjačkog svijeta, napao njegov dom i ubio njegove roditelje, ali nije uspio ubiti njega, iako ga je ostavio s prepoznatljivim ožiljkom u obliku munje. U pokušaju da ga ubije, Voldemort je iščupan iz svojeg tijela što je bila posljedica njegove vlastite kletve, Avade Kedavre. u Hogwartsu, Harry je pokazao da je nadareni čarobnjak posebno se istaknuvši u Obrani od mračnih sila i metloboju, a unutar svog doma, Gryffindora, prepoznat je i kao sposobni vođa. Unatoč njegovim najboljim pokušajima, nije uspio suzbiti svoju slavu i to mu je u nekim trenutcima bio izvor velike frustracije. Međutim, unatoč svom pritisku, ostao je iznimno hrabar, plemenit i ponosan, iako su se te kvalitete znale i loše odraziti u onome što je Hermiona Granger nazvala "slabosti na spašavanje ljudi". Njegovi su najbolji prijatelji Ron Weasley i Hermione Granger, a neprijatelji su mu Lord Voldemort, Severus Snape (tek se u zadnjem dijelu saznaje da je Snape radio protiv Lorda Voldemorta) i Draco Malfoy.
- Ron Weasley: Najbolji prijatelj Harryja Pottera i šesti od ukupno sedmero djece drage i siromašne obitelji Weasley. Sprijateljio se s Harryjem gotovo odmah nakon njihovog prvog susreta tijekom prvog putovanja Hogwarts Expressom. Međutim, u jednom su se trenutku njih dvojica udaljila, jednim dijelom zato što je Ron bio prisiljen živjeti u Harryjevoj sjeni, a tu je frustraciju bez sumnje pojačao i njegovo mjesto najmlađeg sina u velikoj obitelji. Unatoč tome, on i Harry ostali su bliski, a Ron je, uz Hermionu, bio stalni pratilac u Harryjevim avanturama.
- Hermiona Granger: Najbolja prijateljica Harryja Pottera i Rona Weasleyja koja je obično smatrana najboljom učenicom Harryjeve generacije u Hogwartsu. Njezina su inteligencija zajedno s razumnim i logičnim razmišljanjem često bili od velike pomoći Harryju i Ronu tijekom školovanja u Hogwartsu i ostalih avantura, iako je njezino šefovanje znalo biti i izvor svađe između njih. Hermiona je bezjačkog podrijetla i zbog toga je, kao i zbog svoje inteligencije, bila i meta školskog kolege i nasilnika Draca Malfoya.
- Lord Voldemort: Glavni antagonist serijala, zli čarobnjak koji pod svaku cijenu želi osigurati potpunu kontrolu čarobnjačke zajednice i dostići besmrtnost prakticiranjem crne magije. Nakon godina provedenih u pokušajima da ostvari sve svoje ciljeve zaustavljen je kad je pokušao ubiti Harryja Pottera dok je dječak bio tek beba i nije uspio. Istrgnut je iz svog tijela i primoran na skrivanje. On je izazivao takav strah kod čarobnjaka da su se i nakon njegovog pada mnogi bojali izgovoriti njegovo ime pa su ga umjesto imenom, nazivali "Znate-Već-Tko", "Onaj-Čije-Se-Ime-Ne-Smije-Izgovoriti" ili "Gospodar tame", a posljednji su naziv većinom upotrebljavali njegovi sljedbenici, smrtonoše. Rođen je kao Tom Marvolo Riddle i također je bio učenik u Hogwartsu. "Ja sam Lord Voldemort", odnosno engleski izvornik - "I am Lord Voldemort" anagram je njegova pravog imena Tom Marvolo Riddle.
- Albus Dumbledore: Harryjev najvjerniji savjetnik i ravnatelj Škole vještičarenja i čarobnjaštva Hogwarts. Vjerojatno jedan od najcjenjenijih ljudi u čarobnjačkom svijetu koji je držao visoke položaje u britanskim, ali i međunarodnim institucijama, a uz to je bio i alkemičar i majstor različitih magijskih disciplina. On je i jedina poznata osoba koje se Lord Voldemort ikad bojao i jedan od rijetkih koji se ne boji Voldemorta i bez straha izgovara njegovo ime te druge ohrabruje da čine isto. Dumbledore je vjerovao u ljude i uvijek je vidio najbolje u njima. Ubio ga je Severus Snape u Harryju Potteru i Princu miješane krvi Ubojitom kletvom po njegovoj zapovjedi (što se otkriva tek kasnije).
- Severus Snape: Nadareni čarobnjak, jedan od profesora u Hogwartsu, i još od maldosti, veliki neprijatelj Jamesa Pottera i Siriusa Blacka. Kao učitelj Čarobnih napitaka pokušao se osvetiti pokojnom Jamesu Potteru maltretirajući njegovog sina Harryja. Bivšeg je smrtonošu kao profesora zaposlio Dumbledore, a Snapeova je odanost stalno preispitivana iako je Dumbledore uvijek govorio da mu vjeruje iz razloga barem djelomično otkrivenih u Harryju Potteru i Princu miješane krvi. Povjerenje Dumbledorea je bilo opravdano jer se Snape na kraju serijala žrtvovao za spas svijeta. U mladosti je bio zaljubljen u Lily Evans (ženu Jamesa Pottera i Harryjevu majku).
- Rubeus Hagrid: Sin čarobnjaka i divice, a ujedno je i iznenađujuće nježan i brižan. Podupire Harryja i jedan je od njegovih najvećih prijatelja. Također je i čuvar ključeva i posjeda u Hogwartsu, ali i lovočuvar i učitelj Skrbi za magična stvorenja. Upravo je Hagrid rekao Harryju da je on čarobnjak i ponovno ga upoznao s čarobnjačkim svijetom. Hagrid je također pohađao Hogwarts, ali je izbačen kad je bio na trećoj godini zbog zločina koji nije počinio i zbog toga se ne može legalno baviti magijom.
- Sirius Black: Najbolji prijatelj Jamesa Pottera i bivši buntovnik koji je u mladosti pobjegao iz doma svojih čistokrvnih roditelja. Lažno je optužen da je pomogao Voldemortu u ubojstvu Jamesa i Lily Potter te je odmah po uhićenju, bez suđenja, poslan u Azkaban iz kojeg je kasnije uspio pobjeći. On je animagus. Također je i krsni kum Harryja Pottera. U Harryju Potteru i Redu feniksa pogodila ga je kletva koju je bacila njegova zla sestrična, Bellatrix Lestrange, i koja je uzrokovala njegov pad iza vela u smrt u Odjelu tajni. Njegova je smrt bila veoma traumatična za Harryja.
- Ginny Weasley: Jedina kći u obitelji Weasley. Nadarena je vještica, posebno poznata po bacanju Uroka bala šišmišica. Ginny je prvo žensko dijete rođeno u obitelji Weasley u nekoliko generacija. Učitelj Čarobnih napitaka, Horace Slughorn, u njoj vidi veliki potencijal i poštuje njezine magične sposobnosti. Harry je dugo bio njezina simpatija, a u Harryju Potteru i Princu miješane krvi napokon su počeli izlaziti. U epilogu sedmog dijela se navodi kako su se Ginny i Harry vjenčali i imali troje djece: Jamesa Siriusa, Lily Lune i Albusa Severusa.
- Draco Malfoy: Čistokrvni čarobnjak i član doma Slytherina poznat po svojim uvredama kojima su česta meta Harry Potter, Hermiona Granger i Ron Weasley. Kako su Harry i Ron brzo postali prijatelji, tako su Harry i Draco brzo postali neprijatelji koji se sukobljavaju na različite načine, uključujući i metloboj. On i njegova dva "snagatora", Vincent Crabbe i Gregory Goyle, protuteža su glavnog trija. U zadnjem dijelu se navodi kako se preobratio i postao dobar.
- Dursleyjevi: Oni su Harryjevi jedini i bezjački (nemagični) rođaci. Dursleyjevi su zlostavljali i maltretirali Harryja tijekom cijelog njegovog života, ali unatoč svemu tome Harry se svakog ljeta vraća u njihov dom iz razloga nepoznatih sve do Harryja Pottera i Reda feniksa.

Za daljnje informacije pogledajte popis likova koji se pojavljuju u Harryju Potteru.

## Serijal

### Knjige
| Knjiga                             | Datum izlaska             | Originalno ime                           | Vrijeme radnje                             | Prodaja (SAD)                            |
| ---------------------------------- | ------------------------- | ---------------------------------------- | ------------------------------------------ | ---------------------------------------- |
| Harry Potter i Kamen mudraca       | 26. lipnja 1997. (UK)     | Harry Potter and the Philosopher's Stone | 1981., 1991. na 1992.                      | 17 milijuna                              |
| Harry Potter i Odaja tajni         | 2. srpnja 1998. (UK)      | Harry Potter and the Chamber of Secrets  | 1943., 1992. na 1993.                      | 14.7 milijuna                            |
| Harry Potter i Zatočenik Azkabana  | 8. srpnja 1999. (UK)      | Harry Potter and the Prisoner of Azkaban | 1993. na 1994.                             | 12.8 milijuna                            |
| Harry Potter i Plameni Pehar       | 8. srpnja 2000. (UK/SAD)  | Harry Potter and the Goblet of Fire      | 1944., 1981., 1994. na 1995.               | 12.3 milijuna                            |
| Harry Potter i Red feniksa         | 21. lipnja 2003. (UK/SAD) | Harry Potter and the Order of Phoenix    | 1976., 1995. na 1996.                      | 13.7 milijuna, 5 milijuna u prva 24 sata |
| Harry Potter i Princ miješane krvi | 16. srpnja 2005. (UK/SAD) | Harry Potter and the Half-Blood Prince   | 1926., 1937., 1960., 1970., 1996. na 1997. | 20 milijuna, 7 milijuna u prva 24 sata   |
| Harry Potter i Darovi smrti        | 21. srpnja 2007. (UK/SAD) | Harry Potter and the Deathly Hallows     | 1997. na 1998. i rujan 2017.               | 15 milijuna, 8 milijuna u prvih 24 sata  |

Godine 2001. izašle su još dvije knjige, Čudesne zvijeri i gdje ih pronaći (školski udžbenik) i Metloboj kroz stoljeća. Sav prihod od prodaje knjiga išao je Comic Reliefu, britanskoj dobrotvornoj organizaciji, a 2007. je izašla knjiga Bajke Barda Beedlea.

#### Izdanja u Hrvatskoj
U Hrvatskoj izdavačka prava imala je izdavaćka kuća Algoritam od 2000. do 2019. godine. u tih 19 godina izdala je sveukupno 87 izdanja svih sedam nastavaka 80 u tvdom uvezu, a 2014. je izdala sedam novih izdanja u mekom uvezu, sa novim naslovnicama.
| Knjiga                             | Izdanja (tvrdi uvez) | ISBN               | Godine | Izdanja (meki uvez) | ISBN               | Godine |
| ---------------------------------- | -------------------- | ------------------ | --- | ------------------- | ------------------ | ------ |
| Harry Potter i Kamen mudraca       | 18                   | ISBN 9789536450305 | 2000. (prvo, drugo i treće), 2001. (četvrto, peto i šesto), 2002., 2003., 2004., 2006. (deseto i jedanaesto), 2007., 2008. (trinaesto i četrnaesto), 2010., 2012., 2013., 2017. | 1                   | ISBN 9789533167787 | 2014.  |
| Harry Potter i Odaja tajni         | 16                   | ISBN 9789536450510 | 2000. (prvo, drugo i treće), 2001. (četvrto, peto i šesto), 2002. (sedmo i osmo), 2004., 2006., 2007. (jedanaesto i dvanaesto), 2008., 2010., 2013., 2017.                      | 1                   | ISBN 9789533167794 | 2014.  |
| Harry Potter i Zatočenik Azkabana  | 13                   | ISBN 9789536450626 | 2000., 2001. (drugo, treće i četvrto), 2002., 2003., 2005., 2006., 2007., 2008., 2010., 2014., 2017.                                                                            | 1                   | ISBN 9789533167800 | 2014.  |
| Harry Potter i Plameni Pehar       | 11                   | ISBN 9789536450763 | 2001. (prvo i drugo), 2002., 2003., 2005., 2006., 2007., 2008., 2011., 2013., 2017.                                                                                             | 1                   | ISBN 9789533167817 | 2014.  |
| Harry Potter i Red feniksa         | 9                    | ISBN 9789532201383 | 2003. (prvo i drugo), 2005., 2006., 2007., 2009., 2011., 2013., 2017. | 1                   | ISBN 9789533167831 | 2014.  |
| Harry Potter i Princ miješane krvi | 7                    | ISBN 9789532203158 | 2005., 2006., 2007., 2008., 2009., 2012., 2017., | 1                   | ISBN 9789533167824 | 2014.  |
| Harry Potter i Darovi smrti        | 6                    | ISBN 9789532205589 | 2007., 2008., 2009., 2011., 2013. i 2017. | 1                   | ISBN 9789533167848 | 2014.  |

Od 2022. godine u Hrvatskoj izdavačka prava otkupila je izdavačka kuća Mozaik knjiga, prevoditelj je ovoga puta za svih sedam nastavaka Dubravka Petrović. Zanimljivost je da naslovnice koje je napravio Studio La Plage, svjetsku premijeru u tiskanom izdanju doživjele su u sklopu novog hrvatskog izdanja.
| Knjiga                             | Izdanja (tvrdi uvez) | ISBN               | Godine |
| ---------------------------------- | -------------------- | ------------------ | ------ |
| Harry Potter i Kamen mudraca       | 1                    | ISBN 9789531433334 | 2022.  |
| Harry Potter i Odaja tajni         | 1                    | ISBN 9789531434102 | 2023.  |
| Harry Potter i Zatočenik Azkabana  | 1                    | ISBN 9789531434188 | 2023.  |
| Harry Potter i Plameni Pehar       | 1                    | ISBN 9789531434195 | 2023.  |
| Harry Potter i Red feniksa         | 1                    | ISBN 9789531434201 | 2023.  |
| Harry Potter i Princ miješane krvi | 1                    | ISBN 9789531434218 | 2023.  |
| Harry Potter i Darovi smrti        | 1                    | ISBN 9789531434225 | 2023.  |

### Zvučne knjige u Hrvatskoj
| Knjiga                             | Čitatelj         | ISBN               | Godine |
| ---------------------------------- | ---------------- | ------------------ | ------ |
| Harry Potter i Kamen mudraca       | Daniela Nižić    | ISBN 9789533089911 | 2001.  |
| Harry Potter i Odaja tajni         | Daniela Nižić    | ISBN 9789533440460 | 2002.  |
| Harry Potter i Zatočenik Azkabana  | Snježana Sabljak | ISBN 9789533440941 | 2004.  |
| Harry Potter i Plameni Pehar       | Sanja Iveković   | ISBN 9789533440934 | 2004.  |
| Harry Potter i Red feniksa         | Sanja Iveković   | ISBN 9789533441115 | 2004.  |
| Harry Potter i Princ miješane krvi | Sanja Iveković   |                    | 2006.  |
| Harry Potter i Darovi smrti        | Sanja Iveković   | ISBN 9789533080178 | 2009.  |

### Filmovi
| Film                               | Datum izlaska          | Režiser        | Scenarist          | Producent(i)                                    | Skladatelj        | Novela J. K. Rowling                       |
| ---------------------------------- | ---------------------- | -------------- | ------------------ | ----------------------------------------------- | ----------------- | ------------------------------------------ |
| Harry Potter i Kamen mudraca       | 16. studenog 2001.     | Chris Columbus | Steve Kloves       | David Heyman                                    | John Williams     | Harry Potter i Kamen mudraca (1997.)       |
| Harry Potter i Odaja tajni         | 15. studenog 2002.     | Chris Columbus | Steve Kloves       | David Heyman                                    | John Williams     | Harry Potter i Odaja tajni (1998.)         |
| Harry Potter i zatočenik Azkabana  | 31. svibnja 2004. (UK) | Alfonso Cuarón | Steve Kloves       | David Heyman, Chris Columbus and Mark Radcliffe | John Williams     | Harry Potter i zatočenik Azkabana (1999.)  |
| Harry Potter i Plameni pehar       | 18. studenog 2005.     | Mike Newell    | Steve Kloves       | David Heyman                                    | Patrick Doyle     | Harry Potter i Plameni pehar (2000.)       |
| Harry Potter i Red feniksa         | 11. srpnja 2007.       | David Yates    | Michael Goldenberg | David Heyman i David Barron                     | Nicholas Hooper   | Harry Potter i Red feniksa (2003.)         |
| Harry Potter i Princ miješane krvi | 15. srpnja 2009.       | David Yates    | Steve Kloves       | David Heyman i David Barron                     | Nicholas Hooper   | Harry Potter i Princ miješane krvi (2005.) |
| Harry Potter i Darovi smrti 1. dio | 19. studenog 2010.     | David Yates    | Steve Kloves       | David Heyman, David Barron i J. K. Rowling      | Alexandre Desplat | Harry Potter i Darovi smrti (2007.)        |
| Harry Potter i Darovi smrti 2. dio | 15. srpnja 2011.       | David Yates    | Steve Kloves       | David Heyman, David Barron i J. K. Rowling      | Alexandre Desplat | Harry Potter i Darovi smrti (2007.)        |

### Televizijska serija
Dana 12. travnja 2023. potvrđeno je da je serija u produkciji, a prenosit će se na novoj streaming usluzi Max (bivši HBO Max). Dana 23. veljače 2024., izvršni direktor Warner Bros. Discoveryja, David Zaslav, objavio je da će se nova serija premijerno prikazati na platformi Max 2026. godine. Međutim, 25. lipnja 2024. potvrđeno je da će se serija ipak emitirati na HBO-u. Planirano je da svaka sezona adaptira po jednu knjigu, što znači ukupno sedam sezona. Otvorena audicija za tri glavne uloge u Ujedinjenom Kraljevstvu i Irskoj najavljena je u rujnu 2024., a prema pisanju Varietyja, na audiciji je sudjelovalo čak 32 000 djece. Snimanje bi trebalo započeti u ljeto 2025. U studenom 2024. pojavili su se izvještaji da je Mark Rylance favorit za ulogu Dumbledorea. Međutim, 25. veljače 2025., američki glumac John Lithgow potvrdio je da je on izabran za tu ulogu. Svjestan potencijalnih kontroverzi zbog činjenice da nije Britanac, budući da je filmska franšiza po zahtjevu J.K. Rowling angažirala isključivo britanske ili irske glumce, najavio je da će raditi s jezičnim trenerom. Dodao je kako bi snimanje trebalo početi u kolovozu, nakon što završi nastup u ulozi Roalda Dahla na londonskoj kazališnoj sceni. Izjavio je i: „Ne poznajem Harry Potter svijet napamet, kao što to izgleda 98 % svjetske populacije,“ no dodao je kako su ga u razgovorima s producentima posebno zaintrigirali složeniji aspekti Dumbledoreovog lika koji se otkrivaju kako djeca u knjigama odrastaju. Dodao je i da je počeo čitati knjige kao pripremu za ulogu.
U ožujku 2025. objavljeno je da su britanski glumac Paapa Essiedu i britanska glumica Janet McTeer u pregovorima za uloge Severusa Snapea i Minerve McGonagall. Dana 14. travnja 2025. HBO je službeno potvrdio prve članove glumačke postave: uz Lithgowa, McTeer i Essiedua, ulogu Rubeusa Hagrida preuzet će Nick Frost, dok će Luke Thallon glumiti profesora Quirinusa Quirrella, a Paul Whitehouse domara Argusa Filcha.
Produkcija će se odvijati u Warner Bros. studijima u Leavesdenu. Seriju razvijaju Francesca Gardiner (kao glavna scenaristica i showrunnerica) i Mark Mylod (redatelj prve epizode), a izvršni producenti su J.K. Rowling, Neil Blair, Ruth Kenley-Letts, David Heyman, Gardiner i Mylod.

## Harry Potter kao brand
Harry Potter brand veoma je jak upravo zbog svojih obožavatelja.
Dana 7. rujna 2005. Apple Computer objavio je da će u prodaju biti puštena posebna verzija iPoda s logom Hogwartsa na poleđini. Pri kupnji tog iPoda dobije se i kôd za skidanje svih dotada objavljenih audioknjiga o Harryju Potteru i biografija J. K. Rowling s iTunes Music Store. 12. listopada 2005. Apple Computers ponovno je predstavio iPod iz Harry Potter kolekcije koji dolazi sa svim knjigama i originalnim Harry Potter iPodom kojem je dodana linija kako bi dobio izgled 5G iPoda.
Uz to na internetu cvate trgovina raznim rekvizitima iz svijeta Harryja Pottera pa tako možete kupiti razne majice, šalove baš poput onih iz filmova... Ali u cijeloj su priči ipak najzanimljiviji čarobni štapići. Tako postoji cijela web-stranica posvećena upravo njima. Rade se ručno, od raznih vrsta drveća, dolaze s certifikatom, a i njihova cijena ne zaostaje za onom "pravih" štapića (otprilike $50).

## Ostalo
- Svi članci o Harryju Potteru
- Čarobnjački svijet
- Popis likova koji se pojavljuju u Harryju Potteru
  - Popis rođendana likova iz Harryja Pottera
- Popis knjiga u Harryju Potteru
- Popis mjesta u serijalu o Harryju Potteru
- Datumi u Harryju Potteru
- Magija (Harry Potter)
  - Popis čarolija u Harryju Potteru
  - Čarobne zvijeri u Harryju Potteru
  - Čarobni predmeti u Harryju Potteru
- Novac u Harryju Potteru